# Middlesbrough
Middlesbrough je grad u Engleskoj, u regiji Sjeveroistočna Engleska. Smješten je na južnoj obali rijeke Tees. 4,8 kilometara od grada nalazi se luka Teesport treća po veličini u Engleskoj.

## Stanovništvo
Prema popisu stanovništva iz 2010. grad je imao 142.400 stanovnika, te je 134 grad po veličini u Engleskoj. Prema rasnoj podjeli 93,7% stanovništva su bjelci, 5,1% azijati, 1,0% crnci i 1,1% mješanci.

## Gradovi prijatelji
- Middlesboro, SAD
- Oberhausen, Njemačka
- Dunkirk, Francuska
- Masvingo, Zimbabve

## Šport
- Middlesbrough F.C., nogometni klub

## Poznate osobe
- James Cook, engleski pomorac
- Jonathan Woodgate,  engleski nogometaš
- James Arthur,  engleski pjevač

## Vanjske poveznice
- Službene stranice grada  Arhivirana inačica izvorne stranice od 6. listopada 2019. (Wayback Machine)